# LRRC57
LRRC57 (англ. Leucine rich repeat containing 57) – білок, який кодується однойменним геном, розташованим у людей на короткому плечі 15-ї хромосоми. Довжина поліпептидного ланцюга білка становить 239 амінокислот, а молекулярна маса — 26 754.
| 10         |  | 20         |  | 30         |  | 40         |  | 50         |
| ---------- |  | ---------- |  | ---------- |  | ---------- |  | ---------- |
| MGNSALRAHV |  | ETAQKTGVFQ |  | LKDRGLTEFP |  | ADLQKLTSNL |  | RTIDLSNNKI |
| ESLPPLLIGK |  | FTLLKSLSLN |  | NNKLTVLPDE |  | ICNLKKLETL |  | SLNNNHLREL |
| PSTFGQLSAL |  | KTLSLSGNQL |  | GALPPQLCSL |  | RHLDVMDLSK |  | NQIRSIPDSV |
| GELQVIELNL |  | NQNQISQISV |  | KISCCPRLKI |  | LRLEENCLEL |  | SMLPQSILSD |
| SQICLLAVEG |  | NLFEIKKLRE |  | LEGYDKYMER |  | FTATKKKFA  |  |            |

A: Аланін

C: Цистеїн

D: Аспарагінова кислота

E: Глутамінова кислота

F: Фенілаланін

G: Гліцин

H: Гістидин

I: Ізолейцин

K: Лізин

L: Лейцин

M: Метіонін

N: Аспарагін

P: Пролін

Q: Глутамін

R: Аргінін

S: Серин

T: Треонін

V: Валін

Локалізований у мембрані.